# Округин, Сергей Константинович
Сергей Константинович Округин (род. 1 января 1963, Ярославль) — шахматист, мастер спорта России (1993), международный мастер (2009).

## Карьера шахматиста
Сергей Округин является одним из сильнейших шахматистов Ярославля. Участник многих турниров, в том числе чемпионата России по шахматам 1999 года и международного турнира посвященного 1000-летию основания Ярославля. Победитель открытого чемпионата Латвии по шахматам в 1992 году. В 2011 году Сергей Округин завоевал серебряную медаль на чемпионате Ярославской области по шахматам. В 2018 году завоевал серебряную медаль на чемпионате ЦФО по шахматам.

## Шахматный тренер
Сергей Округин окончил ГЦОЛИФК в 1988 году (квалификация — преподаватель-тренер по шахматам). С 1988 года — на тренерской работе, сейчас работает шахматным тренером в Ярославской детско-юношеской спортивной школе.